# Gil Ofarim

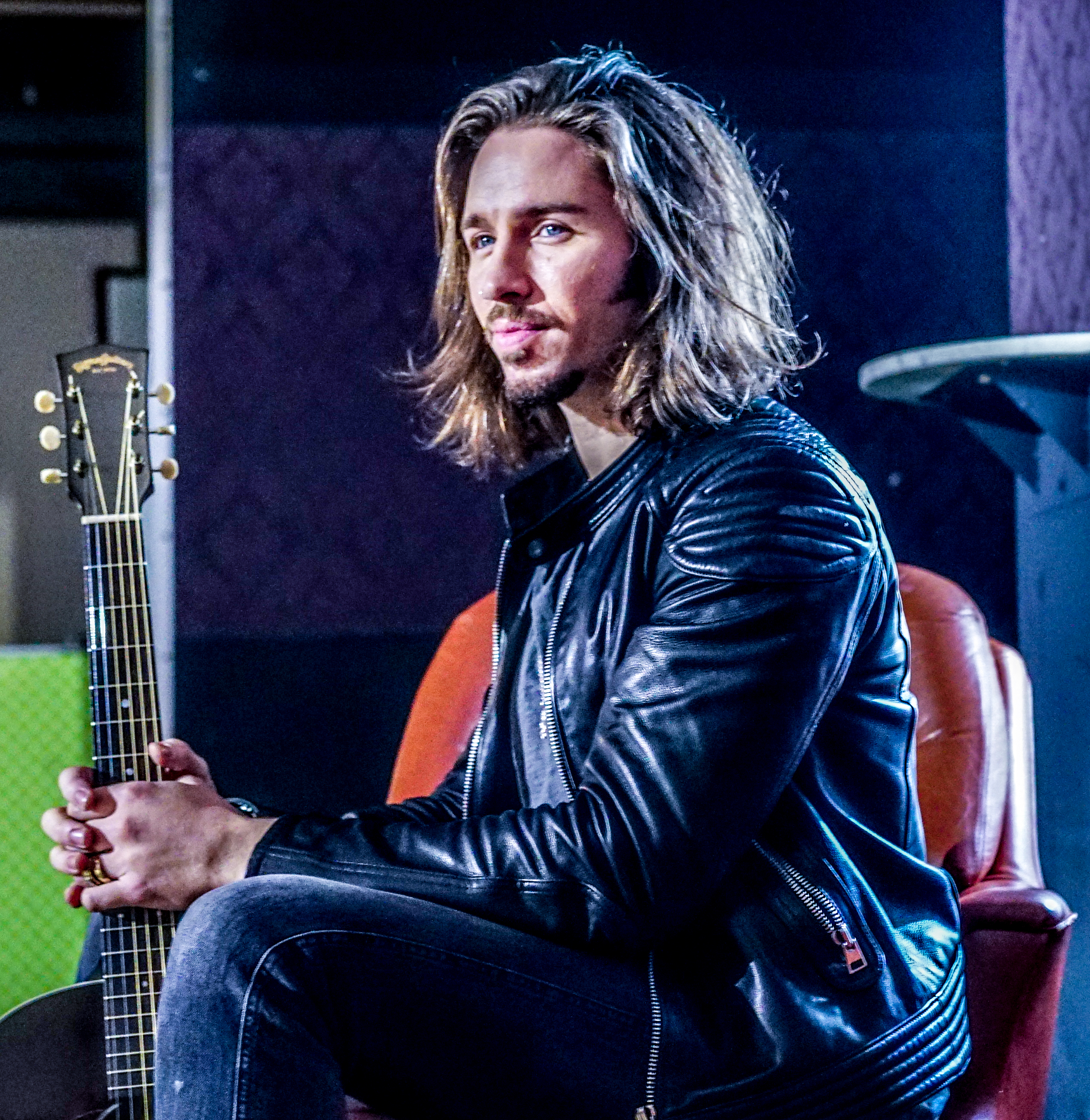
Gil Ofarim in 2018

Doron Reichstadt Ofarim (München, 13 augustus 1982) is een Duitse zanger, songwriter en acteur, vooral bekend als de zanger van de bands Zoo Army en Acht. Ofarim spreekt Duits, Hebreeuws en Engels, en zingt in het Engels en Duits.

## Biografie
Ofarim is het eerste kind van de Israëlische muzikant Abi Ofarim (1937–2018) en diens derde vrouw Sandra. 
Zijn showbizzcarrière begon in mei 1997 toen hij in een metrostation in München werd opgemerkt door een talentscout voor het tijdschrift Bravo en werd gevraagd om een beeldverhaal te publiceren. Het artikel leverde duizenden brieven van bewonderaars op en hij kreeg een platencontract bij BMG. Zijn eerste single Round 'n' Round (It Goes) werd uitgebracht in november 1997 en werd een hit in Duitsland. Ofarims debuutalbum Here I Am verwierf in mei 1998 internationaal succes.
Na diverse andere succesvolle singles raakte Ofarim steeds meer ontgoocheld, omdat hij in strijd met zijn ambities tegen wil en dank een tieneridool bleek te zijn geworden. Zijn album On My Own uit 2003, uitgebracht op Neotone Records, toonde zijn beweging in een andere muzikale richting, waardoor zijn werk verder in de poprock en volwassen hedendaagse genres terechtkwam. Hoewel dit album niet in de hitlijsten terechtkwam, werd het nummer The Reason als single uitgebracht en bracht hij het enige tijd tot Bon Jovi's openingsact in het Duitse deel van hun Bounce Tour. 
In 2004 waagde Ofarim zich aan acteren toen hij mede speelde in de coming-of-age-film Endlich Sex! naast Jasmin Schwiers. Ofarim zong diverse nummers in deze film, waaronder In Your Eyes, dat in maart 2004 door Neotone als single werd uitgebracht.
Vanaf 2005 werd Ofarim de zanger van de rockband Zoo Army, tevens bestaande uit zijn broer Tal, Roland Söns en Dominik Scholz. Ze brachten hun eerste single I'm Alive en hun debuutalbum 507 uit in de eerste helft van 2006. 
In 2008 had Ofarim een gastrol in een aflevering van de kindertelevisieserie Ein Fall für BARZ. In hetzelfde jaar vormde hij een andere rockband, Acht, samen met Oswin Ottl, Petros Kontos en Andy Lind. Hun debuutalbum Stell dir vor, volledig opgenomen in het Duits en uitgebracht in 2010, weerspiegelde een nieuwe binnenlandse marketingaanpak. Het kwartet ondersteunde de Amerikaanse zanger Alex Band tijdens zijn Europese concerttournee. Ook in 2020 was Ofarim te gast in de ZDF-misdaadtelevisieserie Ein Starkes Team. In oktober 2012 nam Ofarim deel aan het tweede seizoen van The Voice of Germany. Gecoacht door zanger Xavier Naidoo werd hij uitgeschakeld in de kwartfinale van het seizoen. Zijn liveoptredens van Iris (1998) van de Goo Goo Dolls en zijn coverversie van het bekende nummer Man in the Mirror van Michael Jackson behaalden beide in de Duitse hitlijsten.

## Smaadzaak na geuite beschuldiging van antisemitisme
In oktober 2021 trok Ofarim internationale aandacht via een video die hij op Instagram plaatste, getiteld Antisemitismus in Deutschland 2021, waarin hij sprak over het ervaren van pijn en schaamte als gevolg van antisemitische behandeling tijdens het inchecken in het Westin Hotel in Leipzig. Ofarim beweerde dat een manager hem had verteld zijn Davidster-hanger op te bergen, anders wilden ze hem niet inchecken. Zijn Instagram-video werd breed gedeeld, ook door het American Jewish Congress, dat vervolgens een online petitie startte waarin hoteleigenaar Marriott werd opgeroepen zich te verontschuldigen en zijn werknemers voor te lichten over antisemitisme. Op 5 oktober kwamen ongeveer 600 mensen bijeen voor het hotel om te protesteren tegen antisemitisme.
Later werden de verklaringen van Ofarim tegengesproken door twee hotelmedewerkers en drie gasten, en volgens bewakingsbeelden droeg Ofarim gedurende de betreffende tijd juist geen zichtbare halsketting. Geconfronteerd met de beelden legde Ofarim vervolgens uit dat de uitroep van achteren kwam en dat het niet over de ster of de ketting ging, maar over iets veel groters, zoals hij vertelde, werd hij herkend toen hij op televisie verscheen. Ofarim beweerde dat het hotel niet alle beelden zou hebben vrijgegeven. Vijf getuigen vermeldden bovendien tijdens een politieonderzoek dat Ofarim in de lobby scheldwoorden tegen het hotelpersoneel had gebruikt, waarbij hij dreigde 'een Instagram-video te plaatsen die viraal zal gaan'. Ofarim reageerde niet op een onderzoekpoging van Die Zeit, waarin werd onderzocht of Ofarim de werknemer had gechanteerd.
In maart 2022 beëindigde het Duitse Openbaar Ministerie de procedure tegen de hotelmedewerker en spande een aanklacht in tegen Ofarim wegens smaad en valse verdenkingen.
Op 28 november 2023, op de zesde dag van het proces, bekende Ofarim dat hij de twee jaar durende aantijgingen tegen de hotelmedewerker had verzonnen en bood hij zijn excuses aan bij de hotelmanager, die de verontschuldiging van Ofarim accepteerde. 
De procedure tegen Ofarim werd gestaakt op voorwaarde dat hij elk een bedrag van 5.000 euro zou betalen aan de Joodse Gemeenschap van Leipzig en het herdenkings- en educatief centrum Huis van de Wannseeconferentie. De rechtbank rechtvaardigde de stopzetting van de procedure door uit te leggen dat de hotelmanager door de verontschuldiging van Ofarim effectiever was gerehabiliteerd dan mogelijk zou zijn geweest via een vonnis.
De Centrale Joodse Raad in Duitsland en Duitse media oordelen dat Ofarim met zijn valse beschuldiging joden in Duitsland veel schade berokkent. Antisemitisme-meldingen worden nu mogelijk vaker in twijfel getrokken, schrijft de taz. 'We hebben in onze samenleving een antisemitisme-probleem, veel mensen zijn juist in de huidige opgehitste maatschappelijke situatie van slag en beleven jodenhaat en afwijzing', reageert de Centrale Joodse Raad.

## Filmografie
Film en televisie
- 1998: Gute Zeiten, schlechte Zeiten (televisieserie, afleveringen 1x1631–1x1635)
- 2004: Endlich Sex!
- 2006: Die Sturmflut (televisie-tweedeler)
- 2006: Strip Mind
- 2008: Ein Fall für B.A.R.Z. - Böse Falle (televisieserie)
- 2010: Ein starkes Team - Dschungelkampf (televisieserie)
- 2015–2017: Armans Geheimnis (televisieserie)
- 2017: Unter deutschen Betten
- 2017: Alles was zählt (televisieserie, afleveringen 1x2789–1x2790)
- 2017: Sechs auf einen Streich – Das Wasser des Lebens
- 2022: Die Passion

Synchroonspreker
- 2007: Verwünscht (Enchanted) … als Jon McLaughlin
- 2017: My Little Pony: Der Film (My Little Pony: The Movie) … als Capper